# Pfarrhaus (Pingsheim)

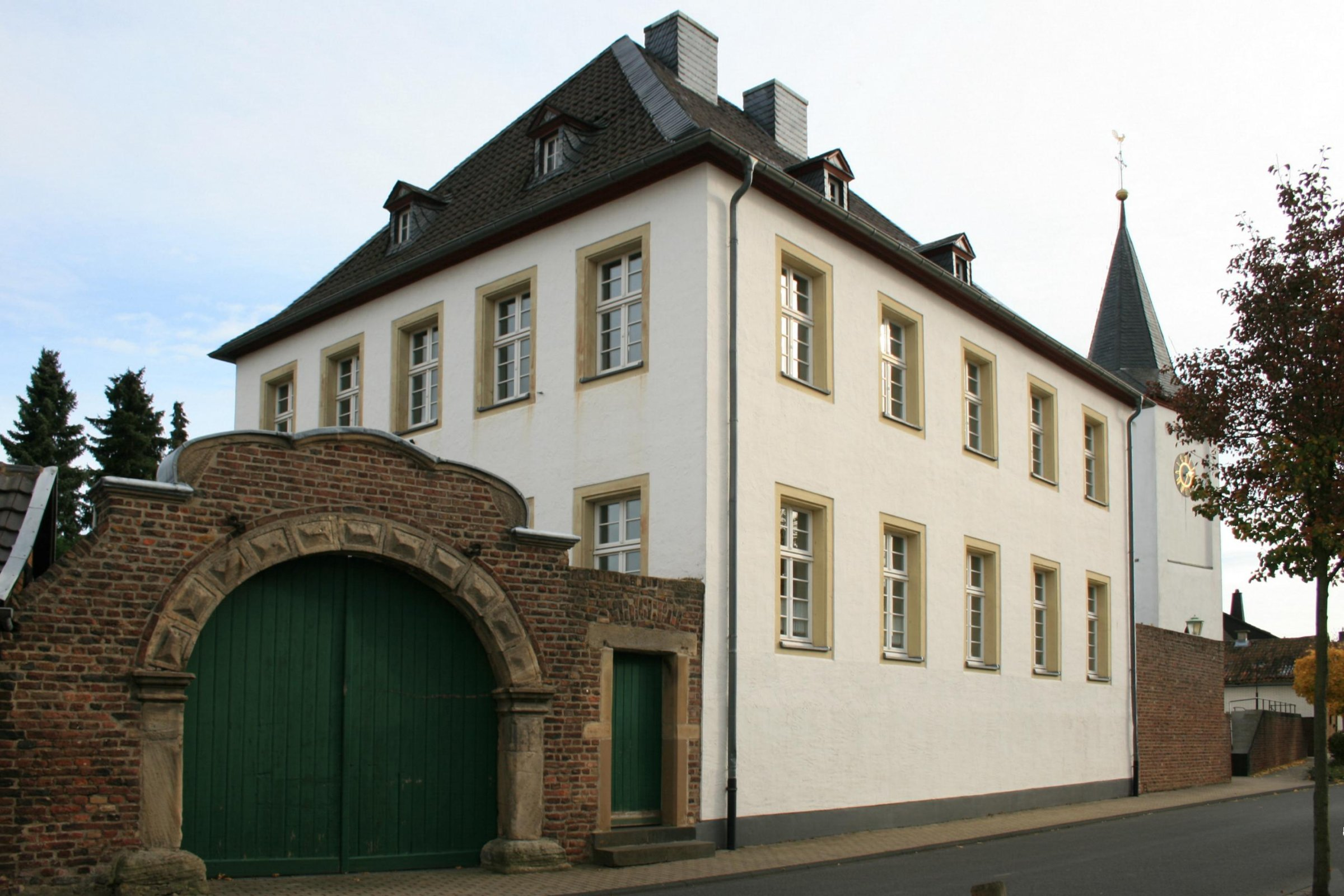
Pfarrhaus Pingsheim

Das Pfarrhaus befindet sind in Pingsheim, einem Ortsteil von Nörvenich im Kreis Düren (Nordrhein-Westfalen). Das Pfarrhaus steht in der Alfons-Keever-Straße nördlich der Pfarrkirche St. Martinus.
Das Haus wurde 1712 erbaut. Das zweigeschossige Gebäude steht auf einem Bruchsteinsockel. Auf der West- und der Nordseite befinden sich je fünf Achsen, auf der Ostseite vier und auf der Südseite drei. Der Grundriss ist rechteckig. Das Werksteingebäude mit geradem Sturz und Falz ist verputzt. Die Haustür hat ein Oberlicht zur Kirche hin. Auf dem Haus befindet sich ein Walmdach. Abgegrenzt ist das Gelände mit einer Gartenmauer aus Backsteinen. Darin befindet sich eine Pforte zum Kirchhof. Sie besteht aus einem großen Rundbogenportal mit Schlupfpforte und geschweiftem Abschluss. Die Inschrift weist auf das Baujahr 1712 hin.
Das Haus wurde am 20. März 1985 in die Denkmalliste der Gemeinde Nörvenich unter Nr. 57 eingetragen.